# École nationale d'ingénieurs de Tunis
Pour les articles homonymes, voir ENI et ENIT.
L'École nationale d'ingénieurs de Tunis (arabe : المدرسة الوطنية للمهندسين بتونس) ou ENIT est une école d'ingénieurs tunisienne, la plus ancienne du pays après l'Institut national agronomique de Tunisie (1898). Dépendant de l'université de Tunis - El Manar, elle se situe au sein du campus d'El Manar à Tunis.
Fondée officiellement le 31 décembre 1968 par Mokhtar Latiri, elle forme des ingénieurs dans les domaines du génie civil, électrique, industriel et mécanique, de l'informatique et des télécommunications. Deux nouvelles spécialités sont ajoutées au début de l'année universitaire 2010-2011 : techniques avancées ainsi que hydraulique et environnement. Une nouvelle spécialité rattachée au département de mathématiques appliquées est rajoutée au début de l'année universitaire 2012-2013 : modélisation pour l'industrie et les services.
Les élèves entrent généralement dans cette école par le biais du concours national d'accès aux écoles d'ingénieurs. En 2008, elle compte plus de 1 400 étudiants en formation d'ingénieurs et autant en formation de troisième cycle (master, doctorat, etc.). Son corps professoral compte plus de 220 enseignants de diverses spécialités.

## Départements
L'ENIT compte cinq départements indépendants :
- Génie civil ;
- Génie électrique ;
- Génie industriel ;
- Génie mécanique ;
- Technologies de l'information et de la communication.

Chaque département propose différents masters et doctorats et possède ses propres laboratoires de recherche. L'ENIT délivre des diplômes nationaux d'ingénieurs dans neuf spécialités ; ceux-ci obtiennent en 2017 l'accréditation européenne EUR-ACE Master pour une durée de six ans.

## Formation doctorale

### Master professionnel
Le master professionnel en management de l'innovation, accrédité par l'université de Leipzig dans le cadre du régime LMD, est co-construit en partenariat avec des industriels nationaux. L'objectif est de former des ingénieurs managers en organisation industrielle ayant la capacité de mener des projets d'amélioration de la qualité sur le plan technique ou de gestion des ressources humaines et de gérer les systèmes de production et d'organisation.
Le master professionnel en politique d'ingénierie et de technologie, en cours d'accréditation par l'Unesco dans le cadre du régime LMD, vise à former à l'expertise dans le domaine de la conception, de l'analyse et de l'évaluation des politiques publiques en STI.

### Masters de recherche
Dans le cadre du régime LMD, le master de recherche s'effectue parallèlement à la formation de base des ingénieurs de l'ENIT pour permettre à ces derniers d'obtenir un double diplôme. Les élèves inscrits dans l'un des masters de l'ENIT sont tenus d'assister à un volume horaire complémentaire à celui validé dans leur formation de base. Dix masters de recherche existent en 2017.

## Recherche
L'établissement accueille douze laboratoires et six unités de recherche.

## Associations
Parmi les associations de l'école figurent l'Association des anciens de l'ENIT, qui a pour but d'assurer un lien et une continuité entre les anciens de l'ENIT et par la même occasion un lien avec les étudiants de cette école, et l'Association for The Exchange of Students for Technical Experience qui a pour but l'échange des étudiants ingénieurs et architectes pour des stages professionnels.

## Activités culturelles
L'ENIT comporte plusieurs clubs d'activités culturelles offrant à l'étudiant un divertissement ou un savoir-faire particulier ; leurs buts et leurs cibles sont tantôt différents et tantôt similaires :
- AstroENIT : point de rencontre de tous les amateurs d'astronomie et de cosmologie ;
- Club d'équitation : réunit les amateurs d'équitation ;
- Club AEROSPACE ENIT : s'intéresse au conception des avions ;
- Club ENIT.net : s'intéresse aux technologies Microsoft ;
- Club G²FOSS ENIT : club des logiciels libres réunissant les élèves ingénieurs passionnés par le sujet ;
- Club GE : il réunit les étudiants dont la formation est le génie électrique ;
- Club Génie mécanique : il réunit les étudiants de génie mécanique afin de réaliser des projets dans le domaine mécanique ;
- Club GC : réunit les étudiants suivant une formation d'ingénieur en génie civil ;
- Club GI : il réunit les étudiants dont la formation est le génie industriel ;
- Club MIndS-TA : un club réunissant les étudiants des filières modélisation pour l'industrie et services et techniques avancées ;
- Club Nippon ENIT : il réunit ceux qui sont intéressés par la culture japonaise, les jeux vidéo et les mangas ;
- Club Robotique ENIT : il s'intéresse à la robotique et aux nouvelles technologies ;
- ENIT Arts Club : un club pour les artistes et les amateurs de l'art dont les activités sont axées principalement sur la peinture, la musique et le théâtre ;
- ENIT EcoCar : un club consacré à la construction de voitures écologiques ;
- FabLab ENIT : un club avec pour principal objectif de promouvoir la culture DIY (Do it yourself), de favoriser l'éducation aux sciences techniques et de démocratiser la fabrication numérique et personnelle ;
- IEEE ENIT Student Branch : branche étudiante de l'IEEE donnant aux étudiants l'opportunité de rencontrer et d'apprendre aussi bien auprès d'autres étudiants que des enseignants et des professionnels dans le domaine concerné ;
- Enactus ENIT : organisation internationale à but non lucratif dédiée à inspirer les étudiants à améliorer le monde grâce à l'action entrepreneuriale et fournissant une plate-forme aux équipes d'étudiants pour créer des projets de développement communautaire qui mettent l'ingéniosité et les talents au centre de l'amélioration de leurs moyens de subsistance ;
- Junior ENIT : Junior-Entreprise de l'ENIT dont la mission consiste à insérer les étudiants dans la vie professionnelle à travers les études et les projets qu'ils réalisent pour le compte des entreprises[8].

## Partenariats inter-écoles

### Réseau des écoles supérieures d'industrie textile francophones
- École nationale supérieure des arts et industries textiles (France)
- École supérieure des industries du textile et de l'habillement (Maroc)
- École nationale d'ingénieurs de Monastir (Tunisie)

### Partenariat avec l'ENSTA
L'ENIT a signé en 2009 un accord de partenariat avec l'ENSTA ParisTech, une école d'ingénieurs française, mettant en place un cursus commun d'ingénieur pour 25 étudiants recrutés en Tunisie. La première promotion commence son cursus en 2010 à Tunis et se voit diplômée fin 2013 à Paris.
Ce partenariat est renouvelé et étendu aux cycles de master et de doctorat en 2014, à l'occasion de la visite de Mehdi Jomaa, chef du gouvernement tunisien, en France.

### Partenariat avec l'École des Ponts ParisTech
Chaque année, cinq étudiants en deuxième année provenant des départements de génie civil, de génie industriel et de génie mécanique sont sélectionnés pour intégrer en deuxième année l'École des Ponts ParisTech.

## Personnalités

### Anciens professeurs
- Abbas Bahri
- Chiheb Bouden
- Najla Bouden
- Refâat Chaâbouni
- Mohamed Lamine Chakhari
- Ahmed Friaâ
- Taïeb Hadhri
- Mohamed Jaoua

### Anciens élèves
- Chiheb Bouden
- Kamel Doukh
- Mohamed Ridha Farès
- Nabil Hajji
- Abdelkrim Harouni
- Mehdi Jomaa
- Slaheddine Malouche
- Sarra Rejeb
- Ridha Saïdi
- Moncef Sliti